# Tullerunnat
Tullerunnat [ˈtuɬːɜˌʁunːat] (nach alter Rechtschreibung Tugdlerúnat) ist eine wüst gefallene grönländische Siedlung im Distrikt Narsaq in der Kommune Kujalleq.

## Lage
Tullerunnat liegt an der Südwestspitze der Halbinsel Niaqornap Nunaa. Vor dem Ort verläuft der Ikersuaq (Bredefjord). Der nächstgelegene bewohnte Ort ist Narsaq, das 12 km südöstlich liegt.

## Geschichte
Tullerunnat war 1855 bereits bewohnt. Ab 1911 gehörte Tullerunnat zur Gemeinde Narsaq.
1919 wurden 28 Einwohner gezählt, die in vier Häusern lebten. Unter ihnen waren drei Jäger, ein Fischer und ein ungelernter Katechet. Die Bevölkerung lebte von der Robben- und Fuchsjagd.
1937 wurde der Wohnplatz aufgegeben.